# Dazai Shundai

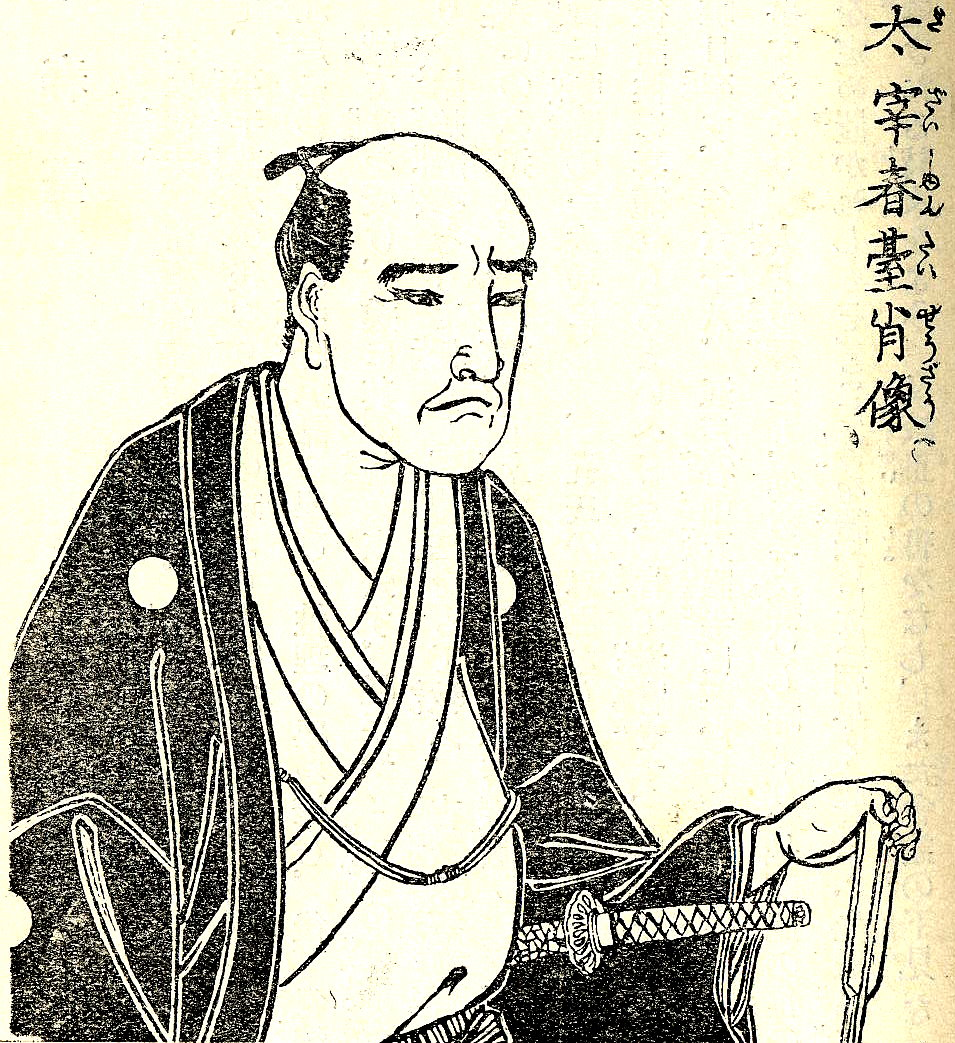
Dazai Shundai

Dazai Shundai (japanisch 太宰 春台, eigentlicher Vorname: Jun (純); geboren 5. November 1680 in Iida (Provinz Shinano, heute Präfektur Nagano); gestorben 7. Juli 1747) war ein japanischer Konfuzianist und Wirtschaftsgelehrter der mittleren Edo-Zeit.

## Leben und Wirken
Dazai Shundai wurde als zweiter Sohn des Samurai Dazai Nobutoki (太宰 信辰) geboren, mit dem er nach Edo, dem heutigen Tōkyō, ging. Im Alter von 15 Jahren trat er in den Dienst des Daimyō von Izushi (出石) in der heutigen Präfektur Hyōgo. Als Shundai im Alter von 21 den Dienst quittierte, führte das zur Verärgerung des Fürsten.
Shundai verbrachte die nächsten Jahre studierend in der Kyōto-Osaka Gegend. 11 Jahre später kehrte er nach Edo zurück und bildete sich unter Ogyū Sorai weiter. Er wurde, zusammen mit Hattori Nankaku, einer der beiden besten Schüler Sorais.
Shundai tat sich vor allem auf dem Feld der politischen Wirtschaft hervor. In seinem Werk „Diskussion der Wirtschaft“ (経済録 Keizairoku) aus dem Jahr 1735 betonte er die Bedeutung der wirtschaftlichen Vorgänge, sowohl im öffentlichen als auch im privaten Bereich. Zu den weitere Werken gehören Bendōsho (弁道書; 1735), Seigaku Mondo (聖学問答, 1736), Rongo Kokon (論語古訓; 1739), Rongo Kokongaiden (論語古訓外伝; 1745), Koshi (=Laozi) Tokkai (老子特解; 1747), Shishibaen-kō (紫芝園稿; posthum 1752) und viele andere.